# According to Jim
According to Jim er en amerikansk komedieserie skabt af Tracy Newman og Jonathan Stark. Afsnittene løber en halv time inklusiv reklamepauser og ca. 22 minutter uden. Serien debuterede på ABC 3. oktober 2001. I Danmark bliver serien sendt på 3+. James Belushi spiller hovedrollen som familiefaren Jim.

## Karakterer
- Jim: spilles af James "Jim" Belushi. Han er gift med Cheryl og sammen har de tre børn. Jim lyver ofte hvilket giver ham problemer når Cheryl opdager det, men er også en stor del af seriens humor. Han arbeder som entreprenør. Jim er meget glad for sport, hans favorit hold er Chicago Bears, Chicago Cubs,Chicago Blackhawks og

Chicago Bulls.

## Rolleliste
- Jim: James Belushi
- Cheryl: Courtney Thorne-Smith
- Andy: Larry Joe Campbell
- Dana: Kimberly Williams-Paisley
- Ruby: Taylor Atelian
- Gracie: Billi Bruno
- Kyle: Connor Rayburn

| Fjernsyn | Spire Denne artikel om et tv-program er en spire som bør udbygges. Du er velkommen til at hjælpe Wikipedia ved at udvide den. |